# Delburne
Delburne es un pueblo canadiense situado en la provincia de Alberta.

## Superficie
Delburne tiene una superficie de 3,79 km².

## Demografía
En 2021, tenía 919 habitantes, una densidad poblacional de 242,8 hab./km², y 453 viviendas.